# Óscar Rivas
Óscar Rivas Viondi (Albacete, 27 marzo 2000) è un calciatore spagnolo, difensore del Vitória Guimarães.

## Carriera
Rivas è cresciuto nel settore giovanile di Atlético Madrid e Getafe, ma ha iniziato la sua carriera calcistica con la maglia del Móstoles URJC in Tercera División.
Acquistato dall'Alcorcón nel 2021, ha debuttato in prima squadra il 15 dicembre 2021 nell'incontro di Coppa del Re perso ai rigori contro lo Sporting Gijón ed il 27 marzo ha segnato il suo primo gol nell'incontro di Segunda División perso 2-1 contro il Real Valladolid.
Nel 2024 si è trasferito al Vitória Guimarães, nella prima divisione portoghese.

## Statistiche

### Presenze e reti nei club
Statistiche aggiornate al 4 maggio 2024.
| Stagione        | Squadra         | Campionato      | Campionato | Campionato | Coppe nazionali | Coppe nazionali | Coppe nazionali | Coppe continentali | Coppe continentali | Coppe continentali | Altre coppe | Altre coppe | Altre coppe | Totale | Totale | Totale |
| Stagione        | Squadra         | Comp            | Pres       | Reti       | Comp            | Pres            | Reti            | Comp               | Pres               | Reti               | Comp        | Pres        | Reti        | Pres   | Reti   |        |
| --------------- | --------------- | --------------- | ---------- | ---------- | --------------- | --------------- | --------------- | ------------------ | ------------------ | ------------------ | ----------- | ----------- | ----------- | ------ | ------ | ------ |
| 2019-2020       | Móstoles URJC   | TD              | 12         | 1          | CR              | 0               | 0               |                    | -                  | -                  |             | -           | -           | 12     | 1      |        |
| 2020-2021       | Móstoles URJC   | TD              | 12         | 1          | CR              | 0               | 0               |                    | -                  | -                  |             | -           | -           | 12     | 1      |        |
| 2021-2022       | Alcorcón B      | SDR             | 12         | 0          |                 | -               | -               |                    | -                  | -                  |             | -           | -           | 12     | 0      |        |
| 2021-2022       | Alcorcón        | SD              | 20         | 2          | CR              | 1               | 0               |                    | -                  | -                  |             | -           | -           | 21     | 2      |        |
| 2022-2023       | Alcorcón        | PF              | 8          | 1          | CR              | 2               | 0               |                    | -                  | -                  |             | -           | -           | 10     | 1      |        |
| 2023-2024       | Alcorcón        | SD              | 30         | 0          | CR              | 2               | 0               |                    | -                  | -                  |             | -           | -           | 32     | 0      |        |
| Totale carriera | Totale carriera | Totale carriera | 94         | 5          |                 | 5               | 0               |                    | -                  | -                  |             | -           | -           | 99     | 0      |        |